# Guitarra clásica

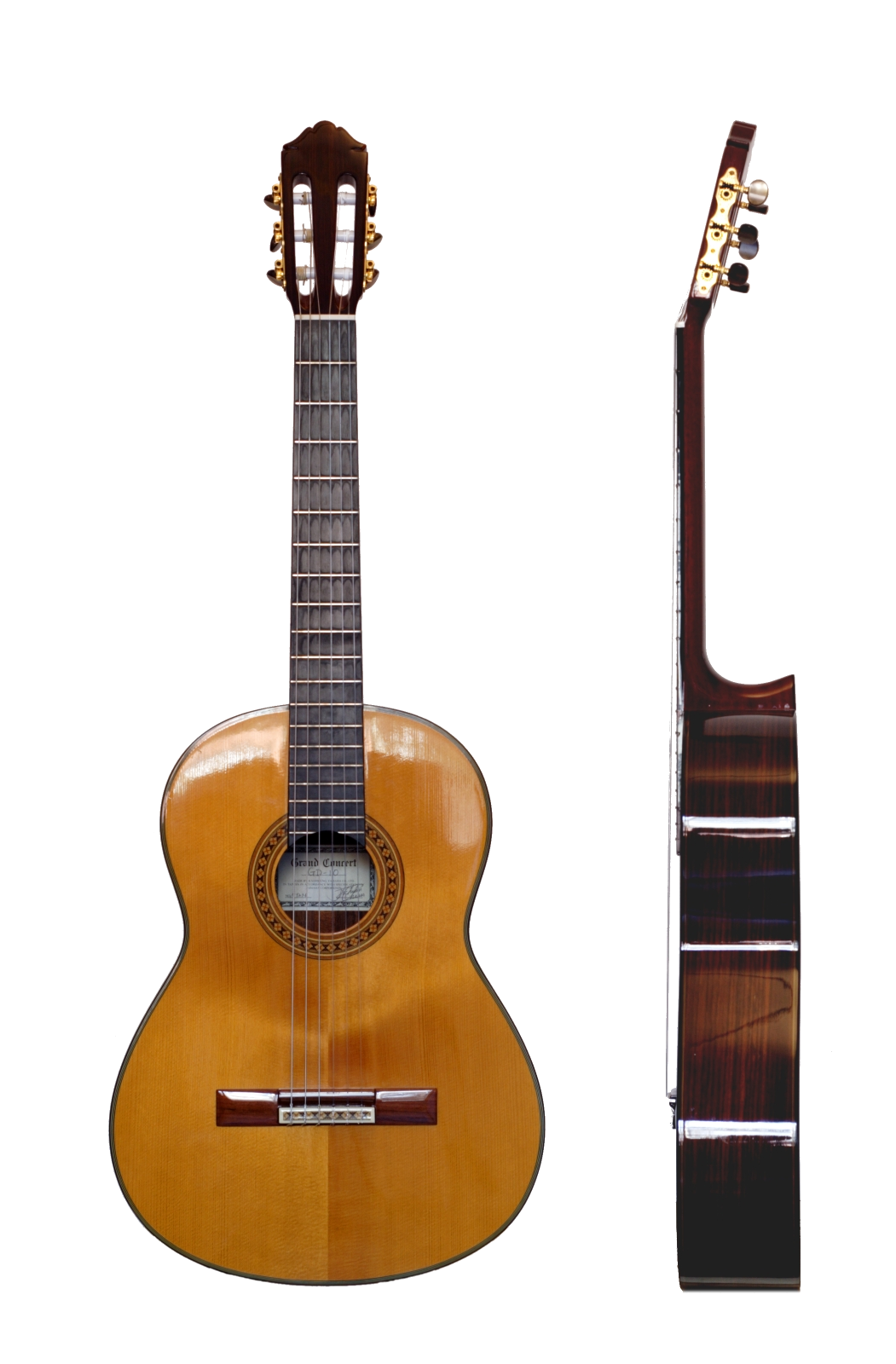
Vista frontal y lateral de una guitarra clásica moderna

La guitarra clásica, también conocida como guitarra española, es un instrumento musical de la familia de las guitarras utilizado en la música clásica y otros estilos. Es un instrumento de cuerda compuesto por una caja de resonancia de madera, un mástil y cuerdas de cátgut o nailon, precursor de las modernas guitarras acústicas y eléctricas, ambas con cuerdas de metal. Las guitarras clásicas derivan de instrumentos como el laúd, la vihuela, la guiterna (nombre derivado del griego «kithara»), que evolucionaron hasta la guitarra renacentista y la guitarra barroca de los siglos XVII y XVIII. La guitarra clásica moderna se estableció gracias a los diseños del lutier español del siglo XIX, Antonio de Torres Jurado.
La expresión «guitarra clásica» puede referirse a dos conceptos distintos del instrumento en sí: la técnica instrumental de dedos común a la guitarra clásica —cuerdas individuales pulsadas con las uñas o, menos frecuentemente, con las puntas de los dedos—, y el repertorio de música clásica del instrumento.
El término «guitarra clásica moderna» a veces distingue a la guitarra clásica de las formas más antiguas de guitarra, que en su sentido más amplio también se denominan guitarras clásicas, o más específicamente, guitarras antiguas. Ejemplos de guitarras antiguas son la guitarra romántica de seis cuerdas (c. 1790 - 1880) y las primeras guitarras barrocas de cinco órdenes.
Los materiales y los métodos de construcción de la guitarra clásica pueden variar, pero la forma típica es la de una guitarra clásica moderna o la de una guitarra clásica histórica similar a las primeras guitarras románticas de España, Francia e Italia. Las cuerdas de las guitarras clásicas, que antes eran de cátgut, se fabrican con materiales como el nailon o los fluoropolímeros (especialmente PVDF), normalmente con alambre fino de cobre plateado enrollado sobre las cuerdas acústicamente más graves (d-A-E en afinación estándar).

## Historia

### Reseña histórica de la guitarra clásica
Los orígenes de la guitarra moderna no se conocen con certeza. Algunos creen que es autóctona de Europa, mientras que otros piensan que es un instrumento importado. Instrumentos similares a la guitarra aparecen en antiguas tallas y estatuas recuperadas de las civilizaciones egipcia, sumeria y babilónica. Esto significa que instrumentos iraníes contemporáneos como el tanbur y el setar están lejanamente emparentados con la guitarra europea, ya que todos derivan en última instancia de los mismos orígenes antiguos, pero por rutas e influencias históricas muy diferentes. Los instrumentos llamados «guitarras» ya se utilizaban desde el siglo XIII, pero su construcción y afinación eran diferentes a las de las guitarras modernas. La época en la que se introdujeron más cambios en la guitarra fue entre los años 1500 y 1800.

### Guitarra renacentista
El libro Tres Libros de Música de Alonso Mudarra, publicado en España en 1546, contiene las primeras piezas escritas conocidas para una guitarra de cuatro órdenes. Esta «guitarra» fue popular en Francia, España e Italia. En Francia, este instrumento se hizo popular entre los aristócratas. Entre las décadas de 1550 y 1570 se publicó en París un volumen considerable de música: Le Troysième livre contenant plusieurs duos, et trios, avec la bataille de Janequin à trois, nouvellement mis en tablature de guiterne, de Simon Gorlier, se publicó en 1551. Ese año Adrian Le Roy también publicó su Premier Livre de Tablature de Guiterne, y en el mismo año también publicó Briefve et facile instruction pour apprendre la tablature a bien accorder, conduire, et disposer la main sur la Guiterne. Robert Ballard, Grégoire Brayssing de Augsburgo, y Guillaume Morlaye contribuyeron significativamente a su repertorio. Le Premier Livre De Chansons, Gaillardes, Pavannes, Bransles, Almandes, Fantaisies, reduictz en tabalature de Guiterne, de Morlaye —que tiene un instrumento de cuatro órdenes ilustrado en su portada—, fue publicado en colaboración con Michel Fedenzat, y entre otras músicas, publicaron seis libros de tablatura del laudista Albert de Rippe (que muy probablemente fue maestro de Guillaume). 

### Vihuela

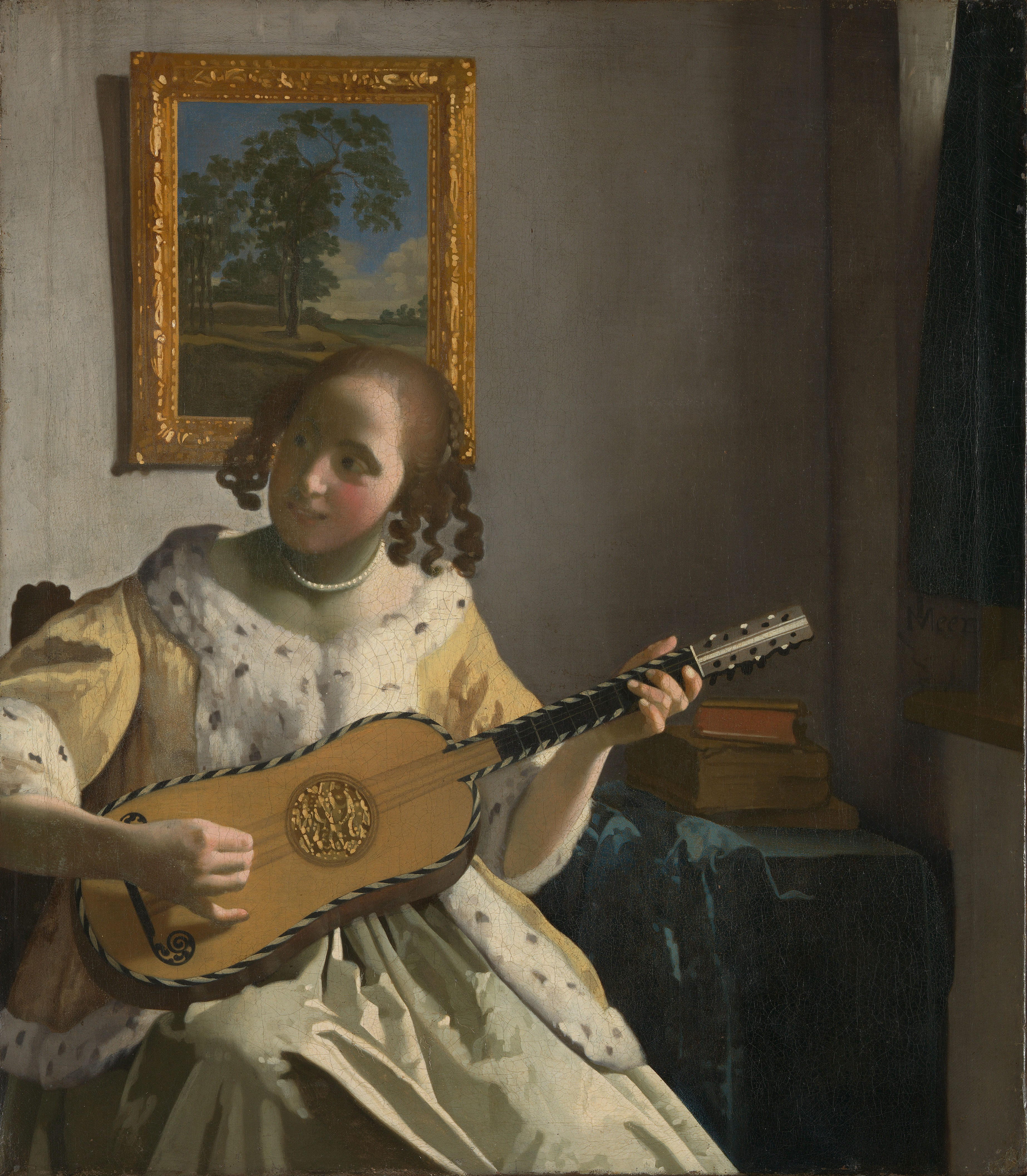
Guitarra barroca en El guitarrista (c. 1672), de Johannes Vermeer

La historia escrita de la guitarra clásica se remonta a principios del siglo XVI, con el desarrollo de la vihuela en España. Mientras que el laúd se popularizaba en otras partes de Europa, los españoles no lo aceptaron bien por su asociación con los moros. En su lugar, apareció la vihuela, parecida al laúd, con dos cuerdas más que le daban más alcance y complejidad. En su forma más desarrollada, la vihuela era un instrumento parecido a la guitarra, con seis cuerdas dobles de tripa, afinadas como una guitarra clásica moderna a excepción de la tercera cuerda, que se afinaba medio tono más grave. Tiene un sonido agudo y es bastante grande de sostener. Se han conservado pocos ejemplares y la mayor parte de lo que se sabe procede de diagramas y pinturas.

### Guitarra romántica temprana
Se cree que la guitarra de seis cuerdas más antigua que existe fue construida en 1779 por Gaetano Vinaccia (1759 - después de 1831) en Nápoles, Italia; sin embargo, la fecha es un poco ambigua. La familia de lutiers Vinaccia es conocida por haber desarrollado la mandolina. Esta guitarra ha sido examinada y no muestra signos reveladores de modificaciones a partir de una guitarra de dos órdenes. La autenticidad de las guitarras supuestamente producidas antes de la década de 1790 es a menudo cuestionada. Esta época corresponde también a la aparición del método de 6 cuerdas de Moretti, en 1792.

### Guitarra clásica moderna

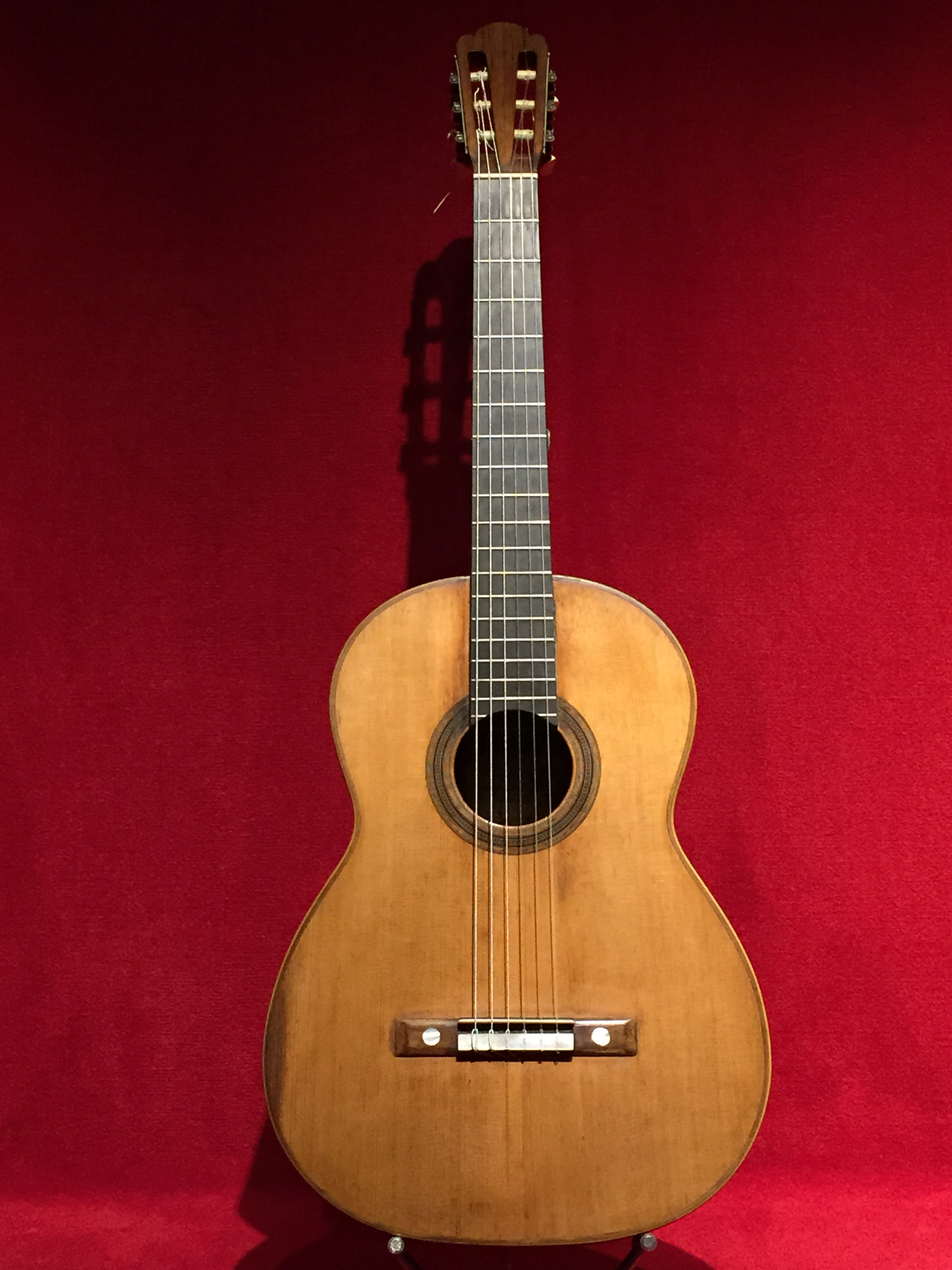
Guitarra española de Antonio de Torres Jurado

La guitarra clásica moderna fue desarrollada en el siglo XIX por Antonio de Torres Jurado, Ignacio Fleta, Hermann Hauser padre y Robert Bouchet. El lutier e intérprete español Antonio de Torres dio a la guitarra clásica moderna su forma definitiva, con un cuerpo ensanchado, mayor curva de cintura, vientre adelgazado y refuerzos internos mejorados. La guitarra clásica moderna sustituyó a una forma más antigua para el acompañamiento del cante y el baile flamenco, y se creó una versión modificada, conocida como guitarra flamenca.

## Características
La guitarra clásica se distingue por una serie de características:
- Es un instrumento acústico. El sonido de la cuerda pulsada es amplificado por la caja de resonancia y la cavidad resonante de la guitarra.[8]
- Tiene seis cuerdas, aunque algunas guitarras clásicas tienen siete o más cuerdas.
- Las seis cuerdas son de nailon, o nailon envuelto en metal, a diferencia de las cuerdas metálicas que se encuentran en otras guitarras acústicas. Las cuerdas de nailon también tienen una tensión mucho menor que las de acero, al igual que las predecesoras de las cuerdas de nailon, las cuerdas de tripa (hechas de tripa de buey o de oveja). Las tres cuerdas inferiores («cuerdas graves») están enrolladas con metal, normalmente cobre plateado.

- Debido a la baja tensión de las cuerdas
  - El mástil puede ser totalmente de madera sin varilla de acero
  - El refuerzo interior puede ser más ligero

- Las guitarras clásicas modernas de seis cuerdas suelen tener una anchura de 48-54 mm en la cejilla, frente a los 42 mm de las guitarras eléctricas.

- Los diapasones de las guitarras clásicas suelen ser planos y sin incrustaciones en los trastes, o sólo tienen incrustaciones de puntos en el lateral del mástil; los diapasones de cuerdas de acero suelen tener un ligero radio e incrustaciones.

- Los guitarristas clásicos utilizan la mano derecha para pulsar las cuerdas. Los guitarristas pueden dar forma a sus uñas para conseguir un tono más brillante y un mejor tacto contra las cuerdas.

- El rasgueo es una técnica menos común en la guitarra clásica, y utiliza el dorso de las uñas. El rasgueado es parte integral de la guitarra flamenca.

- Los clavijeros de las guitarras clásicas apuntan hacia atrás, a diferencia de la mayoría de las guitarras de cuerdas de acero, cuyos clavijeros apuntan hacia fuera.

- El diseño general de una guitarra clásica es muy similar al de la guitarra flamenca, ligeramente más ligera y pequeña.

### Partes

Diagrama de las partes exteriores de la guitarra clásica

Las partes de las guitarras clásicas típicas incluyen:
- Cabeza
- Cejilla
- Clavijeros
- Trastes
- Mástil
- Cuello
- Caja
- Puente
- Platina
- Caja de resonancia
- Aro
- Roseta y boca
- Cuerdas
- Selleta
- Diapasón

### Diapasón
El diapasón es una pieza de madera incrustada con trastes metálicos que constituye la parte superior del mástil. Es plano o ligeramente curvado. La curvatura del diapasón se mide por el radio del diapasón, que es el radio de un círculo hipotético del que la superficie del diapasón constituye un segmento. Cuanto menor sea el radio del diapasón, más curvado será. Los diapasones suelen ser de ébano, pero también pueden ser de palisandro, de otras maderas duras o de un compuesto fenólico («micarta»).

### Trastes
Los trastes son las tiras metálicas (normalmente de aleación de níquel o acero inoxidable) incrustadas a lo largo del diapasón y situadas en puntos que dividen matemáticamente la longitud de las cuerdas. La longitud de vibración de las cuerdas se determina cuando éstas se presionan detrás de los trastes. Cada traste produce un tono diferente y cada tono está espaciado medio paso en la escala de 12 tonos. La relación entre las anchuras de dos trastes consecutivos es la raíz duodécima de dos ({\displaystyle {\sqrt[{12}]{2}}}), cuyo valor numérico es aproximadamente 1,059463. El duodécimo traste divide la cuerda en dos mitades exactas y el vigésimo cuarto traste (si existe) vuelve a dividir la cuerda por la mitad. Cada doce trastes representa una octava. Esta disposición de los trastes da como resultado la afinación temperada igual.

### Mástil
Los trastes, el diapasón, los afinadores y el clavijero de una guitarra clásica están unidos a una larga extensión de madera que constituye el mástil. La madera del diapasón suele ser distinta de la del resto del mástil. El esfuerzo de flexión del mástil es considerable, sobre todo cuando se utilizan cuerdas de mayor calibre. La longitud de escala más común para la guitarra clásica es de 650 mm (calculada midiendo la distancia entre el extremo de la cejuela y el centro del duodécimo traste, y luego doblando esa medida). Sin embargo, las longitudes de escala pueden variar entre 635 y 664 mm o más.

### Cuello
Este es el punto en el que el mástil se une a la caja. En el cuello tradicional español, el mástil y la caja son una sola pieza con los lados insertados en ranuras cortadas en la caja. Otros mástiles se construyen por separado y se unen a la caja con una junta de cola de milano, una mortaja o una junta enrasada. Estas uniones suelen estar encoladas y pueden reforzarse con fijaciones mecánicas. Las uniones atornilladas en el mástil se asociaban antiguamente sólo con los instrumentos menos caros, pero algunos fabricantes de primera línea y constructores manuales utilizan variaciones de este método. Algunas personas creen que los mástiles de una pieza de estilo español y los mástiles de cola de milano encolados tienen mejor sustain, pero las pruebas no han podido confirmarlo. Mientras que la mayoría de los constructores tradicionales de estilo español utilizan el bloque de mástil/cuello de una pieza, Fleta, un destacado constructor español, utilizaba una unión de cola de milano debido a la influencia de su formación temprana en la construcción de violines. Una de las razones de la introducción de las uniones mecánicas fue facilitar la reparación de los mástiles. Esto es más problemático con las guitarras de cuerdas de acero que con las de cuerdas de nailon, que tienen aproximadamente la mitad de tensión de cuerda. Por eso, las guitarras de cuerdas de nailon tampoco suelen incluir una varilla de entorchado.

### Caja

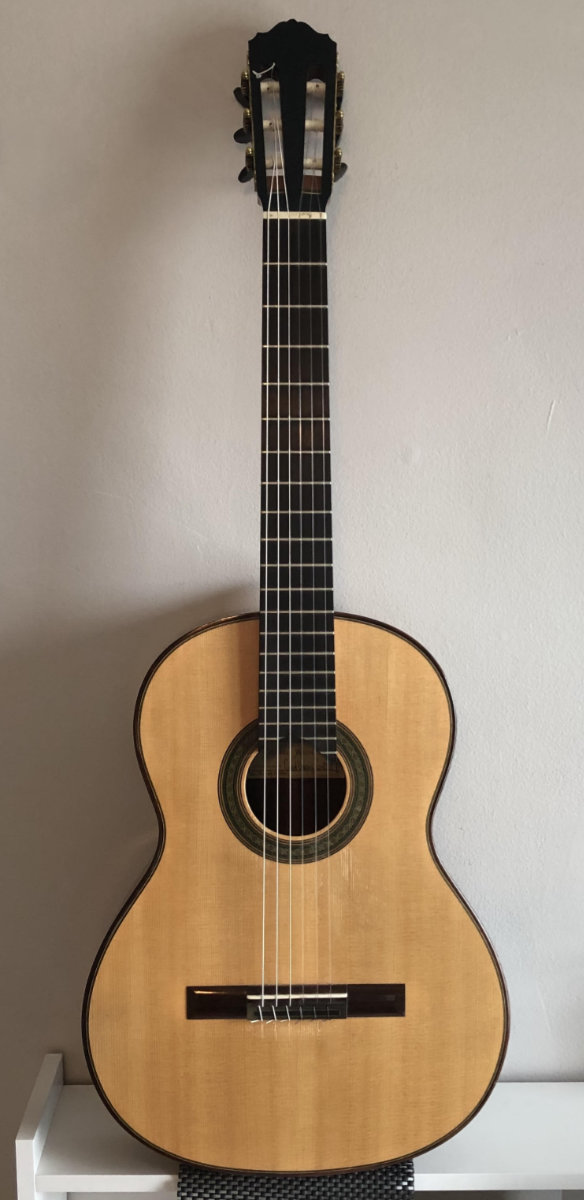
Foto de una guitarra de construcción contemporánea de «doble tapa» fabricada por Gernot Wagner en 2013 y propiedad de Jason Vieaux

La caja del instrumento es uno de los principales determinantes de la variedad sonora general de las guitarras acústicas. Es un elemento finamente elaborado y diseñado, a menudo de pícea o cedro rojo. Considerada el factor más destacado a la hora de determinar la calidad del sonido de una guitarra, esta fina pieza de madera (a menudo de 2 o 3 mm de grosor) tiene un grosor uniforme y está reforzada por diferentes tipos de refuerzos internos. El fondo es de palisandro, pero a veces se utiliza caoba u otras maderas decorativas.
La mayor parte del sonido se debe a la vibración de la tapa de la guitarra al transferirle la energía de las cuerdas vibrantes. A lo largo de los años, los lutiers han utilizado diferentes modelos de refuerzos de madera (Torres, Hauser, Ramírez, Fleta y C.F. Martin se encuentran entre los diseñadores más influyentes de su época), no sólo para reforzar la tapa contra el colapso debido a la tremenda tensión ejercida por las cuerdas, sino también para influir en la resonancia de la tapa. Algunos fabricantes de guitarras contemporáneos han introducido nuevos conceptos de construcción, como la «doble tapa», que consiste en dos placas de madera extrafinas separadas por Nomex, o el entramado reforzado con fibra de carbono. 
El fondo y el aro están hechos de una gran variedad de maderas, como caoba, arce, ciprés, palisandro indio y palisandro brasileño. Cada una de ellas se elige por su efecto estético y su resistencia estructural, y dicha elección también puede desempeñar un papel a la hora de determinar el timbre del instrumento. También se refuerzan con refuerzos internos y se decoran con incrustaciones y filetes. Antonio de Torres demostró que era la tapa y no el fondo y el aro de la guitarra lo que daba al instrumento su sonido, en 1862 construyó una guitarra con fondo y aro de cartón piedra (esta guitarra se encuentra en el Museo de la Música de Barcelona, y antes del año 2000 fue restaurada por los hermanos Yagüe). 
La caja de una guitarra clásica es una cámara de resonancia que proyecta las vibraciones de la caja a través de una boca de resonancia, permitiendo que la guitarra acústica se oiga sin amplificación. El orificio de sonido es normalmente un único orificio redondo en la parte superior de la guitarra (debajo de las cuerdas), aunque algunas tienen diferente colocación, forma o número de orificios. La cantidad de aire que puede mover un instrumento determina su volumen máximo.

### Binding, purflingykerfing
La tapa, el fondo y el aro de la caja de una guitarra clásica son muy finos, por lo que se encola una pieza de madera flexible llamada «kerfing» (porque a menudo está rayada, o kerfed para que se doble con la forma del aro) en las esquinas donde el aro se une con la tapa y el fondo. Este refuerzo interior proporciona de 5 a 20 mm de superficie sólida de encolado para estas juntas angulares.
Durante la construcción final, se talla o fresa una pequeña sección de las esquinas exteriores y se rellena con material de unión en las esquinas exteriores y tiras decorativas junto a la unión, que se denominan purfling. Esta unión sirve para sellar la veta de la tapa y el aro. Por lo general, los materiales de unión y fruncido son de madera o de plástico de alta calidad.

### Puente
El propósito principal del puente en una guitarra clásica es transferir la vibración de las cuerdas a la caja de resonancia, que hace vibrar el aire del interior de la guitarra, amplificando así el sonido producido por las cuerdas. El puente sujeta las cuerdas en la caja. Además, la posición de la selleta, normalmente una tira de hueso o plástico que sostiene las cuerdas fuera del puente, determina la distancia a la cejilla (en la parte superior del diapasón).

### Tamaño
La guitarra clásica moderna de tamaño completo tiene una longitud de escala de unos 650 mm, con una longitud total del instrumento de 965-1016 mm. La longitud de la escala se ha mantenido bastante constante desde que fue elegida por el creador del instrumento, Antonio de Torres. Es posible que se eligiera esta longitud porque es el doble de larga que una cuerda de violín. Como la guitarra está afinada una octava por debajo de la del violín, se podía utilizar el mismo tamaño de tripa para las primeras cuerdas de ambos instrumentos.
Los instrumentos de escala más pequeña se fabrican para ayudar a los niños a aprender a tocar el instrumento, ya que la escala más pequeña hace que los trastes estén más juntos, lo que facilita el aprendizaje para manos pequeñas. El tamaño de la escala de las guitarras pequeñas suele oscilar entre 484 y 578 mm, con una longitud de 785 a 915 mm. Los instrumentos de tamaño normal se denominan a veces 4/4, mientras que los tamaños más pequeños son 3/4, 1/2, 1/4 e incluso 1/8 para niños muy pequeños. Sin embargo, no existe un conjunto estandarizado de dimensiones para las guitarras fraccionarias, y su diferencia de tamaño no es lineal con respecto a una guitarra de tamaño completo.

## Interpretación
La guitarra clásica moderna suele tocarse en posición sentada, con el instrumento apoyado en el regazo izquierdo y el pie izquierdo sobre un reposapiés. Alternativamente, si no se utiliza un reposapiés, se puede colocar un soporte de guitarra entre la guitarra y el regazo izquierdo (el soporte suele fijarse al lateral del instrumento con ventosas).
Los diestros utilizan los dedos de la mano derecha para pulsar las cuerdas, con el pulgar pulsando desde la parte superior de una cuerda hacia abajo (pulsación hacia abajo) y los otros dedos pulsando desde la parte inferior de la cuerda hacia arriba (pulsación hacia arriba). En la técnica clásica, tal y como evolucionó en el siglo XX, el meñique sólo se utiliza para acompañar al anular sin golpear las cuerdas y facilitar así fisiológicamente el movimiento del anular.
En cambio, la técnica flamenca, y las composiciones clásicas que evocan el flamenco, emplean el dedo meñique de forma semiindependiente en el rasgueado flamenco a cuatro dedos, ese rasgueado rápido de la cuerda por los dedos en orden inverso empleando el dorso de la uña, una característica familiar del flamenco.
Técnica flamenca, en la ejecución del rasgueado también se utiliza la pulsación ascendente de los cuatro dedos y la pulsación descendente del pulgar: la cuerda se golpea no sólo con la cara interna y carnosa de la yema del dedo, sino también con la cara externa, la de la uña. Esto también se utilizaba en una técnica de la vihuela llamada dedillo que también ha empezado a introducirse en la guitarra clásica.
Algunos guitarristas modernos, como Štěpán Rak y Kazuhito Yamashita, utilizan el meñique de forma independiente, compensando la cortedad del meñique manteniendo una uña extremadamente larga. Rak y Yamashita también han generalizado el uso de la pulsación ascendente de los cuatro dedos y la pulsación descendente del pulgar (la misma técnica que en el rasgueado del flamenco: la cuerda se golpea no sólo con el lado interior y carnoso de la yema del dedo, sino también con el lado exterior y de la uña) tanto como pulsación libre como en reposo.

### Contacto directo con las cuerdas
Al igual que ocurre con otros instrumentos de cuerda pulsada (como el laúd), el músico toca directamente las cuerdas (normalmente punteando) para producir el sonido. Esto tiene importantes consecuencias: se pueden producir diferentes tonos/timbres (de una misma nota) punteando la cuerda de diferentes maneras (apoyando o tirando) y en diferentes posiciones (como más cerca y más lejos del puente de la guitarra). Por ejemplo, puntear una cuerda al aire sonará más brillante que tocar la(s) misma(s) nota(s) en una posición con trastes (que tendría un tono más cálido).
La versatilidad del instrumento permite crear una gran variedad de tonos, pero este estilo de punteo con los dedos también hace que el instrumento sea más difícil de aprender que la técnica de rasgueo de una guitarra acústica estándar.

### Notación de los dedos
En las partituras de guitarra, los cinco dedos de la mano derecha (que pulsan las cuerdas) se designan por la primera letra de sus nombres en español: p = pulgar, i = índice, m = mayor, a = anular, c = meñique/chiquito.
Los cuatro dedos de la mano izquierda (que trastean las cuerdas) se denominan 1 = índice, 2 = mayor, 3 = anular, 4 = meñique. El 0 designa una cuerda abierta, es decir, una cuerda que no está detenida por ningún dedo y que, por lo tanto, vibra en toda su longitud al ser pulsada. Es raro utilizar el pulgar de la mano izquierda en la interpretación, ya que el mástil de una guitarra clásica es demasiado ancho para ser cómodo, y la técnica normal mantiene el pulgar detrás del mástil. Sin embargo, Johann Kaspar Mertz, por ejemplo, es notable por especificar el pulgar para trastear notas graves en la sexta cuerda, anotadas con una punta de flecha hacia arriba (⌃).
Las partituras (al contrario que las tablaturas) no indican sistemáticamente la cuerda que hay que pulsar (aunque la elección suele ser obvia). Cuando la indicación de la cuerda es útil, la partitura utiliza los números del 1 al 6 dentro de círculos (de la cuerda más aguda a la más grave).
Las partituras no indican sistemáticamente las posiciones del diapasón (dónde poner el primer dedo de la mano que trastea), pero cuando es útil (sobre todo con acordes de barrés) la partitura indica las posiciones con números romanos desde la primera posición I (dedo índice en el 1er traste: F-B bemol-E bemol-A bemol-C-F) hasta la duodécima posición XII (dedo índice en el duodécimo traste: E-A-D-G-B-E. El duodécimo traste es donde empieza el cuerpo) o incluso más arriba hasta la posición XIX (la guitarra clásica suele tener 19 trastes, siendo el traste 19 el más frecuentemente partido y no utilizable para trastear la 3.ª y 4.ª cuerdas).

### Alternancia
Para conseguir efectos de trémolo y pasajes de escala rápidos y fluidos, el intérprete debe practicar la alternancia, es decir, no pulsar nunca una cuerda con el mismo dedo dos veces seguidas. Usando p para indicar el pulgar, i el índice, m el corazón y a el anular, los patrones de alternancia más comunes son:
- i-m-i-m: Línea melódica básica en las cuerdas agudas. Tiene la apariencia de «caminar por las cuerdas». Se utiliza a menudo para tocar pasajes de Escala.
- p-i-m-a-i-m-a: Ejemplo de patrón de arpegio.
- p-a-m-i-p-a-m-i: Patrón de trémolo para guitarra clásica.
- p-m-p-m: Una forma de tocar una línea melódica en las cuerdas graves.

## Repertorio
La música escrita específicamente para la guitarra clásica data de la adición de la sexta cuerda (la guitarra barroca tenía normalmente cinco pares de cuerdas) a finales del siglo siglo XVIII.
Un recital de guitarra puede incluir diversas obras, por ejemplo obras escritas originalmente para laúd o vihuela por compositores como John Dowland y Luis de Narváez, y también música escrita para el clavecín por Domenico Scarlatti, para el laúd barroco por Silvius Leopold Weiss, para la guitarra barroca por Robert de Visée o incluso música con sabor español escrita para piano por Isaac Albéniz y Enrique Granados. El compositor más importante que no escribió para la guitarra, pero cuya música se interpreta a menudo con ella, es Johann Sebastian Bach, cuyas obras barrocas para laúd, violín y violonchelo han demostrado ser muy adaptables al instrumento.
De la música escrita originalmente para guitarra, los primeros compositores importantes son del periodo clásico e incluyen a Fernando Sor y Mauro Giuliani, ambos con un estilo muy influido por el clasicismo vienés. En el siglo XIX, compositores de guitarra como Johann Kaspar Mertz se vieron muy influidos por el dominio del piano. No fue hasta finales del siglo XIX cuando la guitarra comenzó a establecer su propia identidad. Francisco Tárrega desempeñó un papel fundamental, incorporando a veces aspectos estilizados de las influencias moriscas del flamenco en sus miniaturas románticas. Esto formaba parte del nacionalismo musical europeo de finales del siglo XIX. Albéniz y Granados fueron fundamentales en este movimiento; su evocación de la guitarra tuvo tanto éxito que sus composiciones se han incorporado al repertorio estándar de guitarra.
Las guitarras eléctricas y de cuerdas de acero, características del auge del rock and roll en la época posterior a la Segunda Guerra Mundial, se hicieron más populares en Norteamérica y el mundo anglosajón. El paraguayo Agustín Pío Barrios compuso muchas obras e introdujo en la corriente dominante las características de la música latinoamericana, al igual que el compositor brasileño Heitor Villa-Lobos. Andrés Segovia encargó obras a compositores españoles como Federico Moreno Torroba y Joaquín Rodrigo, italianos como Mario Castelnuovo-Tedesco y latinoamericanos como el mexicano Manuel M. Ponce. Otros compositores latinoamericanos destacados son Leo Brouwer de Cuba, Antonio Lauro de Venezuela y Enrique Solares de Guatemala. El británico Julian Bream consiguió que casi todos los compositores británicos, desde William Walton y Benjamin Britten hasta Peter Maxwell Davies, escribieran obras significativas para guitarra. Las colaboraciones de Bream con el tenor Peter Pears también dieron lugar a ciclos de canciones de Britten, Lennox Berkeley y otros. Hay obras significativas de compositores como el alemán Hans Werner Henze, el inglés Gilbert Biberian y el australiano Roland Chadwick.
La guitarra clásica también se generalizó en la música popular y el rock & roll en la década de 1960, después de que el guitarrista Mason Williams popularizara el instrumento en su éxito instrumental «Classical Gas».  En el libro Classical Gas: The Music of Mason Williams, el guitarrista Christopher Parkening afirma que es la pieza para guitarra más solicitada, además de «Malagueña», y quizá la pieza instrumental para guitarra más conocida. En el campo del Nuevo flamenco, las obras e interpretaciones del compositor e intérprete español Paco de Lucía son mundialmente conocidas.
No se han escrito muchos conciertos para guitarra clásica a lo largo de la historia. Sin embargo, algunos conciertos para guitarra son ampliamente conocidos y populares, especialmente el Concierto de Aranjuez de Joaquín Rodrigo (con el famoso tema del 2.º movimiento) y Fantasía para un gentilhombre. Compositores que también escribieron famosos conciertos para guitarra son: Antonio Vivaldi (originalmente para mandolina o laúd), Mauro Giuliani, Heitor Villa-Lobos, Mario Castelnuovo-Tedesco, Manuel M. Ponce, Leo Brouwer, Lennox Berkeley y Malcolm Arnold. Cada vez más compositores contemporáneos deciden escribir un concierto para guitarra, entre ellos Bosco Sacro de Federico Biscione, para guitarra y orquesta de cuerda.

## Afinación
Se utilizan diferentes afinaciones. La más común con diferencia, que se podría llamar la «afinación estándar» es:
- Mi, La, Re, Sol, Si, Mi

El orden anterior es la afinación desde la 1.ª cuerda, la cuerda más aguda, Mi —espacialmente la cuerda inferior en posición de tocar—, hasta la 6.ª cuerda, la cuerda más grave, Mi —espacialmente la cuerda superior en posición de tocar, y por lo tanto cómoda de puntear con el pulgar—.
La explicación de esta afinación «asimétrica» (en el sentido de que la 3.ª mayor no está entre las dos cuerdas centrales, como en la afinación de la viola da gamba) es probablemente que la guitarra se originó como un instrumento de 4 cuerdas (en realidad un instrumento con 4 órdenes dobles de cuerdas) con una 3.ª mayor entre la 2.ª y la 3.ª cuerdas, y sólo se convirtió en un instrumento de 6 cuerdas mediante la adición gradual de una 5.ª cuerda y luego una 6.ª cuerda afinada con una 4.ª de diferencia:
«El desarrollo de la afinación moderna puede rastrearse por etapas. Una de las afinaciones del siglo XVI es Do-Fa-La-Re. Equivale a las cuatro cuerdas superiores de la guitarra moderna afinadas un tono más bajo. Sin embargo, la afinación absoluta de estas notas no es equivalente a la «afinación de concierto» moderna. La afinación de la guitarra de cuatro órdenes subió un tono y, hacia finales del siglo XVI, se utilizaban instrumentos de cinco órdenes a los que se añadía una cuerda más grave afinada en La, lo que daba lugar a La-Re-Sol-Si-Mi, una de las muchas variantes de afinación de la época. La cuerda de Mi grave se añadió durante el siglo XVIII».
| Cuerda              | Índice acústico científico | Sistema de notación musical de Helmholtz | Intervalo desde Do medio     | Semitonos de la 440 | Frecuenca, si utiliza una afinación de temperamento igual (usando {\displaystyle {\sqrt[{12}]{2}}=2^{({\frac {1}{12}})}}) |
| ------------------- | -------------------------- | ---------------------------------------- | ---------------------------- | ------------------- | --- |
| 1.ª (tono más alto) | mi4                        | mi'                                      | Tercera mayo superior        | −5                  | {\displaystyle 440{\rm {{Hz}\cdot ({\sqrt[{12}]{2}})^{-5}\approx }}} 329.63 Hz                                            |
| 2.ª                 | si3                        | si                                       | Segunda menor inferior       | −10                 | {\displaystyle 440{\rm {{Hz}\cdot ({\sqrt[{12}]{2}})^{-10}\approx }}} 246.94 Hz                                           |
| 3.ª                 | sol3                       | sol                                      | Cuarta perfecta inferior     | −14                 | {\displaystyle 440{\rm {{Hz}\cdot ({\sqrt[{12}]{2}})^{-14}\approx }}} 196.00 Hz                                           |
| 4.ª                 | re3                        | re                                       | Sétima menor inferior        | −19                 | {\displaystyle 440{\rm {{Hz}\cdot ({\sqrt[{12}]{2}})^{-19}\approx }}} 146.83 Hz                                           |
| 5.ª                 | la2                        | la                                       | Décima menor inferior        | −24                 | {\displaystyle 440{\rm {{Hz}\cdot ({\sqrt[{12}]{2}})^{-24}=}}} 110 Hz                                                     |
| 6.ª (tono más bajo) | mi2                        | mi                                       | Decimotercera menor inferior | −29                 | {\displaystyle 440{\rm {{Hz}\cdot ({\sqrt[{12}]{2}})^{-29}\approx }}} 82.41 Hz                                            |

Esta afinación es tal que las cuerdas vecinas están separadas por un máximo de 5 semitonos. También hay una variedad de afinaciones alternativas de uso común. La más común es la afinación Drop D, en la que la 6.ª cuerda está afinada de un Mi a un Re.